# هانس اتفرید فون لینستو
هانس اتفرید فون لینستو (به آلمانی: Hans Otfried von Linstow)‏ سرهنگ ارتش آلمان و از اعضای کودتای ۲۰ ژوئیه علیه هیتلر و حزب نازی بود.
پس از شکست کودتا بازداشت شد و در ۳۰ اوت ۱۹۴۴ به مرگ محکوم شد و همان روز به دار اویخته شد.
او در برلین متولد شده بود و بعد از جنگ جهانی اول به ارتش پیوست. او در واحد های مختلفی خدمت کرده بود. در ۱۹۳۹ در لشکر پانزدهم پیاده. در ۱۹۴۰ در ارتش دهم. در ۱۹۴۱ در ارتش نهم در روسیه. در اوریل ۱۹۴۴ به پاریس اعزام می‌شود و تحت امر ژنرال کارل-هنریک اشتولپ ناگل بود.
فون لینستو تا روز کودتای ۲۰ ژوئیه از کودتا اطلاع نداشت تا اینکه ژنرال اشتولپ ناگل او را در جریان موضوع قرار داد. فون لینستو تمام افسران اس اس گشتاپو و اس دی را در پاریس جمع کرد و سپس زندانی نمود. کلاوس فون اشتاوفنبرگ بعداً در تماسی با او خبر داد که برلین از دست رفته است. فون لینستو سه روز بعد دستگیر شد و در دادگاه نمایشی اس اس به نام دادگاه مردمی (به آلمانی: Volksgerichtshof) به ریاست قاضی رولاند فرایسلر به مرگ محکوم شد و همان روز در زندان پولتزنسی (به آلمانی: Plötzensee) به دار اویخته شد.